# Rodelinda (Händel)
Rodelinda (HWV 19) ist eine Oper (Dramma per musica) in drei Akten von Georg Friedrich Händel. Sie war Händels zweiter Beitrag für die Spielzeit 1724/25 der Royal Academy of Music und nach Giulio Cesare in Egitto und Tamerlano die letzte seiner drei in dichter Folge komponierten Meisteropern.

## Entstehung

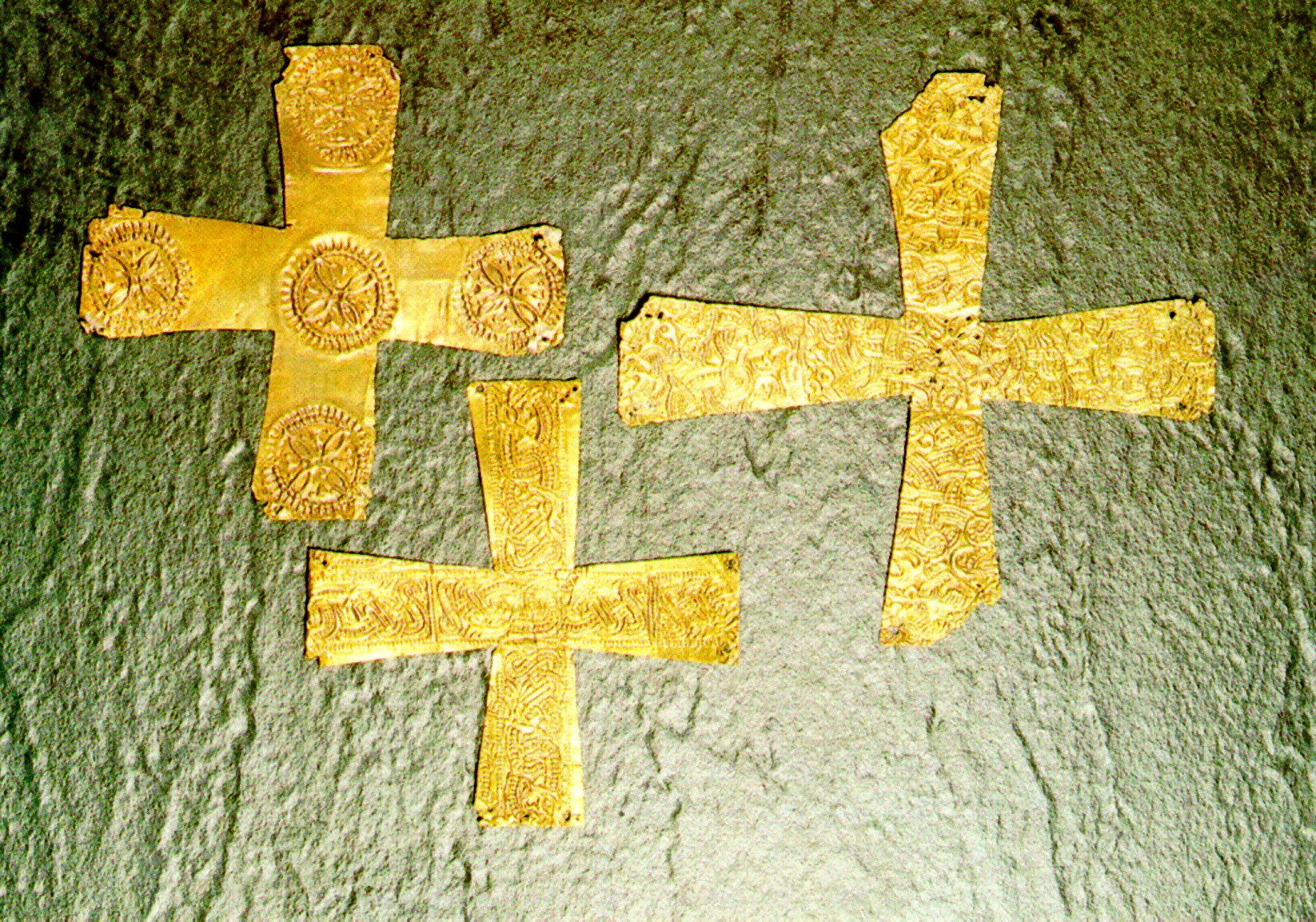
Langobardische Goldblattkreuze, Museum von Bergamo

Mitte der 1720er Jahre befand sich Händel als Opernkomponist auf dem Höhepunkt seiner Meisterschaft. Seine ersten Erfahrungen mit der Gattung hatte er in seiner Jugend in Hamburg und Italien gesammelt. Seit 1711 in London ansässig, gipfelten seine Opernaktivitäten dann in der Gründung eines bürgerlichen Opernunternehmens, der Royal Academy of Music im Jahre 1719, dem Händel als Mitdirektor vorstand. Mit großer Kontinuität komponierte er von nun an meist zwei neue Opern pro Spielzeit. Sieht man von den vier ersten Opern der Hamburger Zeit ab, sind seine Bühnenwerke allesamt in italienischer Sprache geschrieben und wurden in London auch meist von italienischen Sängern gesungen. Das Aufspüren und Verpflichten dieser Sänger hatte er zur Chefsache erklären lassen und sich im Mai 1719 in seine Heimat Deutschland aufgemacht, um das Ensemble der Opernakademie zusammenzustellen.
Neben der Qualität seiner Sänger hatte Händel auch ein Orchester zusammengestellt, das neben den besten englischen Musikern auch erstklassige Instrumentalisten aus Deutschland und Italien in seinen Reihen hatte. Neben der musikalischen Qualität der Aufführungen hatte Händel aber auch der Zusammenarbeit mit dem Librettisten Nicola Francesco Haym viel zu verdanken. Haym verfertigte für Händel mindestens sieben Operntexte und war im Theateralltag als Dichter und Musiker – er komponierte auch und spielte Violoncello – allgegenwärtig, wenn er beispielsweise den Aufführungen als Inspizient diente. Des Weiteren wurde Händel sicherlich durch die gleichberechtigte Tätigkeit eines Komponisten-Rivalen in der Opernakademie, Giovanni Bononcini, zu Höchstleistungen angestachelt. Als Bononcini im Zusammenhang mit den fehlgeschlagenen jakobitischen Verschwörungen 1722 London verließ, nahm Händel diese nun noch wichtigere Führungsrolle innerhalb des Unternehmens als neue Herausforderung an, die keineswegs zu Selbstgefälligkeit, sondern zu neuem kreativen Selbstvertrauen führte.
Das Ergebnis dieser Faktoren zeigte sich nun im gerade einmal zwölf Monate dauernden Zeitraum von Februar 1724 bis Februar 1725. In dieser Zeit entstanden die drei genannten Opern, die zu Recht zu Händels Meisterwerken auf diesem Gebiet gezählt werden. Alle drei profitieren von Hayms guten Libretti, der durch seine Bearbeitungen die Handlung schneller voranschreiten ließ und das lyrische Potential erhöhte, indem er überlange Rezitativpassagen der jeweiligen Vorlagen kürzte. So eindrucksvoll, opulent und farbig instrumentiert Giulio Cesare ist, so dramaturgisch bahnbrechend ist Tamerlano. Rodelinda indes hat ihre Stärken in ihrer musikalischen und dramatischen Aussagekraft.

## Libretto
Wie die meisten Opern Händels basiert auch Hayms Textbuch der Rodelinda auf einem älteren Libretto: Es stammt von Antonio Salvi und wurde 1710 mit der Musik von Giacomo Antonio Perti in Florenz uraufgeführt. Salvi war bekanntermaßen ein großer Liebhaber des französischen Theaters und hatte weitreichende Erfahrungen in der Umarbeitung französischsprachiger Bühnenstücke zu italienischen Opernlibretti. Diesmal hatte er sich Pierre Corneilles Schauspiel Pertharite, roi des Lombards von 1652, das 1653 veröffentlicht wurde, vorgenommen.
Bei nahezu jeder Umarbeitung eines Theaterstücks zu einem Opernlibretto gehen nicht nur Handlungselemente, sondern auch Feinheiten und Nuancen verloren. Umso erstaunlicher ist, dass bereits Salvis Textbuch der zugrunde liegenden Tragödie Corneilles deutlich überlegen ist. Es ist u. a. deshalb wirkungsvoller, weil er dramatische Begebenheiten in die Handlung aufnimmt, die bei Corneille nur als Bericht enthalten sind, wie etwa Bertaridos Flucht aus dem Kerker oder sein Mord an Garibaldo. Es scheint, als hätte Salvi in der Verarbeitung des historischen Stoffes ein größeres dramatisches Potenzial erkannt, als dies Corneille tat. Im historischen Bericht Diaconus’ bleiben nicht nur Perctarit (Bertarido), sondern auch seine Gemahlin und sein Sohn bis nach Grimualds (Grimoaldos) Tod im Exil. Bei Corneille flüchten Rodelinde und ihr dort nicht namentlich erwähnter Sohn (in der Oper Flavio) erst gar nicht, sondern verweilen in Mailand, und Pertharite kehrt noch zu Lebzeiten Grimualds dorthin zurück. Darin ist nun schon ein dramatischer Konflikt vorprogrammiert, wenn der Usurpator des lombardischen Throns die Gemahlin des von ihm vertriebenen Vorgängers zur Frau begehrt. Aber während Pertharites Rückkehr nach Mailand in Corneilles fünfaktiger Tragödie in die 4. Szene des dritten Aktes, also in die Mitte des Stückes, gelegt wurde, siedelte sie Salvi eher an: in die 6. Szene des ersten Aktes, was zur Folge hat, dass Bertarido bei den schrecklichen Ereignissen des ersten Aktes zugegen ist – wenn auch verkleidet und versteckt. Er liest seine eigene Grabinschrift, sieht Rodelinda und seinen Sohn Flavio an seinem Grab trauern und muss mit anhören, wie Rodelinda (scheinbar) Grimoaldos Heiratsantrag annimmt.
Diese Änderung Salvis wirkt sich auch noch im zweiten Akt aus, wenn nun Bertarido seine Gattin der Untreue bezichtigt und erst viel später erfährt, dass das Eingehen auf den Heiratsantrag Grimoaldos nur zum Schein und sie ihm in Wahrheit immer treu war. So sind Bertaridos erste Worte, die er in der 7. Szene, als Unulfo das Paar wieder zusammenführt, an seine Gemahlin richtet, diese möge ihm für sein mangelndes Vertrauen in sie Vergebung schenken. Rodelinda verzeiht ihm zwar, doch wird die Szene von Grimoaldo beobachtet, der Bertarido nicht erkennt, die liebevolle Umarmung falsch deutet und nun seinerseits Rodelinda mit Vorwürfen der Untreue und Unzüchtigkeit konfrontiert. Rodelinda hatte ja, wenn auch nur scheinbar, ihre Einwilligung zur Ehe mit Grimoaldo gegeben. Der entsprechende Abschnitt in Corneilles Stück fällt dagegen dramaturgisch ab: Als Rodelinde gerade in die Ehe mit dem Tyrannen einwilligt, verkündet Unulphe die Rückkehr Pertharites. Dieser erscheint sofort, noch ehe Grimoaldo die Bühne verlässt. Diese kleine Veränderung Salvis erweist sich aber als entscheidend für die Wirkung dieser Szene und der darin nun enthaltenen dramatischen Verwicklungen: einerseits Bertaridos Irrtum, die Untreue seiner Frau betreffend, und seine anschließende Erkenntnis und Reue, andererseits Rodelindas sehnsuchtsvolle Erwartung seiner Rückkehr und, als dieser erscheint, der kurze Moment des Alleinseins der Liebenden sowie Grimoaldos Entsetzen über Rodelindas Umarmung mit dem „Fremden“ und sein rohes Eindringen, womit er die friedlich-versöhnliche Stimmung zerstört.
Schon bevor sich Nicola Haym des Librettos annahm, waren also die entscheidenden Änderungen vorgenommen. Haym strich nur noch die Figur des Unoldo, dessen Name dem Unulfos zu ähnlich war, und verteilte dessen dramaturgisch wichtige Beiträge auf Unulfo und Eduige. Eine Forderung, die bei der Umarbeitung eines italienischen Librettos für die Londoner Bühne offenbar unumgänglich war, betrifft die bedeutende Reduzierung der Rezitativpassagen. Haym kürzte hier um mehr als die Hälfte, auch, indem er acht Szenen komplett strich. Von den 34 Arien bei Salvi finden wir noch 21 in Händels Partitur. Von Haym wurden sieben Arientexte und eine ganze Szene neu gedichtet. Durch diese Änderungen verschob sich auch die Gewichtung der Personen: Während Rodelinda und Bertarido gewannen, verringerte sich die Bedeutung der Nebenfiguren Eduige, Garibaldo und Unulfo.
Obwohl Hayms Kürzungen meist geschickt waren, blieben eine Reihe von unklaren Anspielungen erhalten, deren Sinn sich nur erschließt, wenn man die früheren Versionen kennt. Aber an zumindest einer Stelle war die Kürzung eines Rezitativs auch dramaturgisch wirkungsvoller: In der sechsten Szene des ersten Akts, auf dem Friedhof, berichtet Unulfo seinem heimlichen Freund Bertarido, dass Grimoaldo sich von seiner Braut Eduige abgewandt habe. Während Unulfo in der Version Salvis ausführlich seine Gründe, nämlich, dass er nunmehr Rodelinda liebe und dass die Nachricht von Bertaridos Tod ihn nun veranlasst habe, Rodelinda die Ehe und den Thron anzubieten, darlegen kann, kürzte Haym diesen Bericht so, dass Grimoaldos Absichten nur noch andeutungsweise daraus hervorgehen. Und als Händel selbst auch noch den letzten verbliebenen Hinweis darauf strich, bleibt Bertarido in dieser Szene zunächst völlig ahnungslos und erfährt, dass es Grimoaldo auf seine Gemahlin Rodelinda abgesehen hat, nicht durch den Freund, sondern hört es später (in der achten Szene) im Verborgenen erst selbst, als Garibaldo Rodelindas Einwilligung zur Heirat mit Grimoaldo erpresst, was Bertarido vollends schockiert.
Wie Giulio Cesare, Tamerlano und Rodelinda, die drei Meisterwerke aus der Mitte der 1720er Jahre, aber auch die auf Ariost basierenden Opern aus den 1730er Jahren (Orlando, Ariodante und Alcina) zeigen, inspirierten gute Libretti Händel außerordentlich. Alle sechs Textvorlagen verfügen über die entscheidenden Elemente, aus denen man eine wirkungsvolle Oper machen kann: eine tragfähige Handlung, dramatisch zugespitzte Situationen und überzeugende Charaktere.
Händel begann mit der Komposition wahrscheinlich Ende 1724, nachdem am 31. Oktober erstmals Tamerlano aufgeführt worden war. Am 20. Januar 1725 schloss er die Komposition der Rodelinda ab, wie aus seiner Datierung am Ende des Autographs hervorgeht: „Fine dell Opera | li 20 di Genaro 1725.“ Die Uraufführung fand am 13. Februar 1725 am King’s Theatre am Londoner Haymarket (Heumarkt) statt. Das Werk kam in dieser Saison auf 14 Vorstellungen und gehört damit zu den erfolgreichsten der sogenannten ersten Opernakademie. Es wurde in der darauf folgenden Saison und 1731 für jeweils acht Vorstellungen wiederaufgenommen.
Händel bearbeitete die Partitur noch vor der ersten Aufführung, jedoch ohne äußere Notwendigkeit, wie sie noch zuvor in Giulio Cesare und Tamerlano erforderlich war, denn seit dem Beginn der Arbeit an der Oper kannte er alle seine Sänger, und bis zur Premiere fanden auch keine Sängerwechsel statt.
Besetzung der Uraufführung:
- Rodelinda – Francesca Cuzzoni (Sopran)
- Bertarido – Francesco Bernardi, genannt „Senesino“ (Mezzosoprankastrat)
- Grimoaldo – Francesco Borosini (Tenor)
- Eduige – Anna Vicenza Dotti (Alt)
- Unulfo – Andrea Pacini (Altkastrat)
- Garibaldo – Giuseppe Maria Boschi (Bass)

Als Rodelinda, Königin in der Lombardey gelangte die Oper erstmals am 29. November 1734 auf den Spielplan der Hamburger Oper am Gänsemarkt – dort mit deutschsprachigen Rezitativen von Christoph Gottlieb Wend, der bereits 1729 einen ähnlichen Stoff, Stefano Ghigis Libretto Flavio Bertarido, Re de’ Longobardi (Venedig 1706, Musik: Carlo Francesco Pollarolo), für Georg Philipp Telemann eingerichtet hatte. Unter der Leitung Telemanns wurde diese Inszenierung bis 1736 noch viermal wiederholt. In einer Hamburger Zeitung vom 26. November 1734 wurde die Premiere wie folgt angezeigt:

„Denen Liebhabern Musicalischer Schauspiele wird hiemit zu dienstlicher Nachricht vermeldet, daß nächstkünfftigen Montag, den 29. Nov., auf dem hiesigen Schauplatze eine neue Opera, Rodelinda betitult, zum erstenmahl aufgeführet werden soll: Sie ist von der Composition des so berühmten Hrn. Hendell, und sonst an Intriguen und übriger Beschaffenheit ein so fürtreffliches Stück, daß solche auch den allerschönsten jemahls präsentirten, mit Recht den Wettstreit anbieten kan.“

In der Neuzeit wurde Rodelinda erstmals am 26. Juni 1920 in deutscher Sprache bei den neugegründeten Göttinger Händel-Festspielen durch den Händel-Enthusiasten Oskar Hagen wieder an die Öffentlichkeit gebracht. Das war die überhaupt erste Aufführung einer Händel-Oper im zwanzigsten Jahrhundert. Diese Einrichtung Hagens war bald so erfolgreich, dass es bis Ende 1926 in ganz Deutschland 136 Aufführungen der Oper in dieser Fassung gab. Mit seitdem weit über einhundert Neuinszenierungen gehört Rodelinda zu den heute beliebtesten Opern Händels.
Die erste Aufführung des Stückes in historischer Aufführungspraxis fand am 23. Juni 1988 bei den Bruchsaler Barocktagen mit La Stagione Frankfurt unter der Leitung von Michael Schneider statt.

## Handlung

### Historischer und literarischer Hintergrund
Die Langobarden, wie sie vermutlich wegen ihrer langen Bärte genannt wurden, nannten sich anfänglich Winniler und waren ein elbgermanischer Volksstamm, der ursprünglich an der unteren Elbe, dem heutigen Mecklenburg, siedelte und 166 n. Chr., zu Beginn der Markomannenkriege, als Teil eines Plünderungszuges erstmals ins Römische Reich eindrang. Im Jahr 567 vernichteten die Langobarden nach langen Kämpfen zusammen mit den Awaren das Gepidenreich. Bereits im folgenden Jahr zogen die meisten Langobarden nach Italien und eroberten unter König Alboin große Teile der Halbinsel. Gemeinsam mit anderen germanischen Stämmen drangen sie weiter nach Süden vor, konnten aber nicht ganz Italien erobern: Etwa die Hälfte des Landes, vornehmlich der Süden, blieb unter der Kontrolle von Byzanz. Die langobardische Landnahme in Italien gilt als der letzte Zug der spätantiken Völkerwanderung und mithin als ein mögliches Datum für das Ende der Antike und den Beginn des Frühmittelalters in diesem Raum. Mit dem Langobardeneinfall verlor die Apenninenhalbinsel für 1300 Jahre ihre politische Einheit. Die zweihundert Jahre währende Herrschaft der Langobarden über den Norden von Italien hatte tiefgreifende und langfristige Konsequenzen für die kulturelle Identität der Region.
Corneille greift für sein Schauspiel an dem Punkt diese Geschichte auf, als das Langobardenreich sich nach der Mitte des 7. Jahrhunderts seiner größten Ausdehnung näherte. Als seine wichtigste Quelle nannte er Antoine Du Verdiers französische Übersetzung der Historia Langobardorum des Paulus Diaconus. Der Geschichtsschreiber schildert darin, wie der Langobardenkönig Aripert im Jahre 661 starb, nachdem er neun Jahre geherrscht hatte und das Reich seinen beiden Söhnen Perctarit und Godepert hinterließ. Godepert erhielt Pavia, Perctarit bekam Mailand. Doch bald entwickelte sich eine Feindschaft zwischen den Brüdern, und Godepert entsandte Garipald, den Herzog von Turin, zu Grimoald, der damals das Herzogtum Benevent regierte. Er forderte ihn auf, ihm zu Hilfe zu kommen gegen seinen Bruder Perctarit, und versprach ihm dafür seine Schwester zur Frau. (In der Quelle wird diese nicht namentlich erwähnt. Bei Corneille, Salvi und Haym heißt sie Eduige bzw. Edvige.) Doch Garipald beging Verrat und überredete stattdessen Grimoald, er solle das Königreich der Langobarden selbst übernehmen. Grimoald gefiel diese Idee, und er machte sich auf nach Pavia. Garipald eilte voraus, um Godepert Grimoalds Kommen zu melden, und redete Godepert ein, dass Grimoald nur komme, um ihn zu töten. Zugleich redete er Grimoald ein, dass Godepert ihn töten wolle. Bei der am folgenden Tag stattfindenden Unterredung erstach Grimoald Godepert mit seinem Schwert und brachte in der Folge die Herrschaft über Pavia in seine Gewalt. Perctarit, Godeperts Bruder, welcher in Mailand residierte, floh, als er die Nachricht vom Tod seines Bruders hörte, und fand Schutz beim Khagan der Awaren. Seine Frau Rodelinda und seinen kleinen Sohn Cunincpert ließ er zurück. Grimoald schickte beide nach Benevent in die Verbannung. Ein ehemals dem Hof Godeperts angehörender Zwerg tötete Garipald in der Johanneskirche in Turin.
Grimoald heiratete Godeperts Schwester und teilte dem Khagan mit, dass es keinen Frieden zwischen den Awaren und den Langobarden gebe, wenn er weiterhin Perctarit unterstütze. Nachdem Grimoald Perctarit versprochen hatte, dass ihm keine Gefahr drohe, kehrte dieser nach Mailand zurück. Es verbreiteten sich aber Gerüchte, dass Perctarit mit Unterstützung des Volkes den Thron zurückerobern könnte, und so schmiedete Grimoald Pläne, ihn ermorden zu lassen. Der Anschlag auf Perctarits Leben war allerdings erfolglos. Er konnte mit Hilfe eines Kammerdieners und seines treuen Freundes Hunulf fliehen. Als die Flucht und die Mittäterschaft Hunulfs und des Kammerdieners entdeckt wurden, offenbarte Grimoald die edelmütige Seite seines Wesens. Er lobte die Treue der beiden Helfer und erlaubte ihnen, Perctarit in das Land der Franken zu folgen.
Grimoald regierte neun Jahre lang, von 662 bis 671. In seine Regierungszeit fiel die beispiellose Expansion des Langobardenreiches. Als Perctarit vom Tode Grimoalds erfuhr, kehrte er auf dem schnellsten Weg nach Mailand zurück und nahm seinen Platz auf dem Thron von Pavia wieder ein. Unverzüglich rief er seinen Sohn Cunincpert und auch seine Gattin Rodelinda wieder aus dem Exil zurück, die sich mit dem Bau einer Basilika in der langobardischen Hauptstadt Pavia ein Denkmal setzte:

“Regina vero eius Rodelinda basilicam sanctae Dei genitricis extra muros eiusdem civitatis Ticinensis, quae Ad Perticas appellatur, opere mirabili condidit ornamentisque mirificis decoravit.”

„So erbaute seine Königin Rodelinda mit wunderbarer Handwerkskunst vor der Stadt Ticinum der heiligen Mutter Gottes eine Kirche und schmückte sie mit herrlichem Zierat.“

Die von Salvi im ursprünglichen „Argomento“, der Vorbemerkung des Librettodruckes, geschilderten geschichtlichen Ereignisse nach dem Tode Ariperts I. stimmen mit dem Bericht von Paulus Diaconus weitgehend überein, das Übrige sei, wie er schreibt, „reine Fiktion“. Dabei steht schon Diaconus’ schriftstellerische Tätigkeit in einer längeren literarischen Tradition, welche die tatsächlichen historischen Ereignisse ausschmückt, um im Leser ein stärkeres Gefühl der Anteilnahme an den historischen Figuren zu erzeugen. So kommen in seinem Bericht der in Rodelinda behandelten Ereignisse bereits die Nebenfiguren der Oper vor, wie etwa Perctarits treuer Freund Hunulf oder der verräterische Garipald. Spärlicher werden die Frauenfiguren behandelt, dabei wird Eduige noch nicht einmal namentlich erwähnt. Pierre Corneille hatte diese Frauenrollen schon erheblich ausgebaut, den zeitlichen Ablauf der geschilderten Ereignisse gegenüber der Historie gerafft, Perctarits Gefangennahme und Befreiung eingeführt und Garipald nicht nur durch einen Zwerg, sondern von Bertarido töten lassen.

### Vorgeschichte
Auf seinen Tod hin hat der König der Langobarden sein Königreich zwischen seinen zwei Söhnen aufgeteilt. Die Brüder beginnen einen Krieg um ihr Erbe. Gundeberto (König von Pavia) erhält dabei Unterstützung von seiner Schwester Eduige und Grimoaldo, dem Eduige als Belohnung für seine Hilfe versprochen ist. Gundeberto wird unter Umständen getötet, die Verrat vermuten lassen, und Grimoaldo reißt beide Throne an sich. Bertarido (vormaliger König von Mailand) flieht nach Ungarn, seine Frau Rodelinda und seinen Sohn Flavio zurücklassend, und überredet den König von Ungarn, seinen Tod in einem Brief an Grimoaldo zu bestätigen. Der Thronräuber hat sich unterdessen in Bertaridos „Witwe“ verliebt.

### Erster Akt
Rodelindas Gemach. (Szene 1) Rodelinda betrauert den Verlust ihres geliebten Ehemannes. Grimoaldo bietet ihr an, sie als seine Frau auf den Thron zurückzubringen. Sie lehnt sein Angebot empört ab. (2) Der Herzog Garibaldo, Grimoaldos Verbündeter, bietet seinem Herren an, sich um Rodelindas Unnachgiebigkeit zu kümmern. (3) Eduige kommt hinzu und beschuldigt Grimoaldo, dass er stolz und distanziert sei seit seiner Thronbesteigung. Grimoaldo sagt ihr, dass er sie nicht mehr heiraten will, da sie zuvor, als er noch keine Macht hatte, ihn beständig ablehnte. (4) Eduige beschuldigt Garibaldo, welcher behauptet, sie zu lieben, an Grimoaldos Zurückweisung verantwortlich zu sein. (5) Allein gelassen, enthüllt Garibaldo, dass er Eduige nur wegen ihrer Krone will, denn während Flavio immer noch minderjährig ist, ist sie die rechtmäßige Regentin von Mailand und von Pavia.
Zypressenwald mit den Gräbern der langobardischen Könige. (6) Der verkleidete Bertarido bejammert vor seinem eigenen Grabmal sein Schicksal, insbesondere die Trennung von seiner geliebten Frau. Sein früherer Kanzler, Unulfo, erneuert sein Gelöbnis der Treue und Freundschaft gegenüber Bertarido. Bertarido ist entsetzt, dass Rodelinda und sein Sohn ihn für tot halten, und will sofort zu ihnen eilen, als beide den Friedhof betreten. Unulfo kann ihn nur mit Mühe davon abhalten. Die zwei Männer verstecken sich (7) und lauschen, während Rodelinda am Grabmal trauert. (8) Garibaldo findet Rodelinda und sagt ihr, sie solle lieber Grimoaldo heiraten und sich den Thron zurückholen, als hier am Grab dumme, überflüssige Tränen zu vergießen. Als Rodelinda erneut ablehnt, droht Garibaldo, Flavio zu töten, sollte sie sich nicht fügen. Rodelinda muss ihr Einverständnis geben, kündigt jedoch als ihren ersten königlichen Befehl Garibaldos Hinrichtung an. (9) Garibaldo informiert Grimoaldo über Rodelindas Einverständnis, was diesen sehr freut. Auch von der Todesdrohung berichtet er seinem Herrn. Grimoaldo versichert ihm diesbezüglich seinen Schutz. (10) Bertarido hält seine Frau für schwach und verfällt wieder in Selbstmitleid. Unulfo geht, um irgendeinen Beweis für Rodelindas Treue zu finden. (11) Bertarido beschließt, verkleidet zu bleiben, um seine Frau zu testen.

### Zweiter Akt
Saal im Palast. (1) Garibaldo unterbreitet Eduige erneut sein Heiratsangebot, welches sie schließlich annimmt. (2) Rodelinda erzählt ihrer Schwägerin, dass sie ihr Einverständnis gegeben hat, Grimoaldo zu heiraten. Eduige schwört, sich an ihm zu rächen. (3) Unulfo und Garibaldo sind anwesend während Rodelindas und Grimoaldos Begegnung, bei der sie Grimoaldos Heiratsangebot akzeptiert. Sie bittet ihn, ihr einen Wunsch zu gewähren. Er kommt ihr zuvor, indem er sich einverstanden erklärt, ihr jeden Wunsch zu erfüllen, außer den von Garibaldos Hinrichtung. Sie erwidert, dass er in dem Falle ihren Sohn nehmen und töten solle. Denn sie könne nicht gleichzeitig Mutter des rechtmäßigen Erben und Frau seines ärgsten Feindes sein. (4) Grimoaldo gesteht Unulfo und Garibaldo, dass er Rodelinda wegen ihrer unerbittlichen Treue noch mehr liebt, und verlässt anschließend den Raum. Zu Unulfos Schrecken ist Garibaldo der Meinung, sein Herr solle Rodelindas Täuschung wörtlich nehmen und das Kind töten, denn früher oder später werde sie schon nachgeben. Garibaldo erklärt, dass ein geraubtes Königreich nur mit Terror und Grausamkeit behalten werden kann, nicht mit Mitleid und Barmherzigkeit. Allein gelassen, muntert Unulfo sich damit auf, dass er Bertarido Trost spenden kann.
Ein lieblicher Ort. (5) Bertarido beklagt sein Schicksal, Eduige erkennt seine Stimme. Bertarido erklärt ihr, dass er sich tot stelle, um Frau und Kind zu schützen. Unulfo kommt hinzu und ist entsetzt, dass Bertaridos Identität gelüftet wurde. Doch Unulfo hat gute Nachrichten und erzählt Bertarido von Rodelindas Treue und rät ihm, sich seiner geliebten Frau zu zeigen.
Galerie im Gemach der Rodelinda. (6) Unulfo kommt zu Rodelinda und enthüllt ihr, dass Bertarido noch lebt. (7) Rodelinda und Bertarido werden wiedervereinigt, und er bittet sie um ihre Vergebung dafür, dass er ihr solchen Kummer bereitet hat. Grimoaldo wird Zeuge ihres Treffens und zieht voreilig den Schluss, dass Rodelinda eine Affäre hat. Er ist wütend und beschuldigt sie der Unzüchtigkeit. Um Rodelindas Ehre zu verteidigen, enthüllt Bertarido seine wahre Identität, was Rodelinda abstreitet, um sein Leben zu schützen. Grimoaldo lässt ihn festnehmen, denn ein Rivale ist er auf jeden Fall. Bevor Bertarido weggeführt wird, nehmen er und Rodelinda Abschied voneinander.

### Dritter Akt
Galerie im Palast. (1) Unulfo will Bertaridos Leben retten. Eduige überreicht Unulfo den Schlüssel zu einem Geheimgang, welcher den Kerker mit dem Garten verbindet. (2) Grimoaldo kann sich nicht dafür entscheiden, Rodelindas Geliebten zu töten, und will nicht glauben, dass es sich um Bertarido handelt. Garibaldo entgegnet, dass er niemals Frieden finden wird, außer wenn er genau dies tut.
Ein finsterer Kerker. (3) Bertarido schmachtet im Gefängnis. Aus der Dunkelheit wirft ihm eine ungesehene Hand eine Waffe zu. Er schöpft Mut. Er hört jemanden eintreten. Diese Person attackiert er und verletzt so aus Versehen Unulfo, welcher gekommen ist, um den Fluchtplan in die Tat umzusetzen. Trotz seiner Verletzung will Unulfo in erster Linie Bertarido in Sicherheit bringen. Sie hören Leute ankommen und fliehen in Eile. (4) Unglücklicherweise sind die Neuankömmlinge Eduige, Rodelinda und Flavio. Sie entdecken Bertaridos blutverschmierten Kleider und befürchten das Schlimmste.
Königlicher Garten. (5) Im Garten angekommen, verlässt Unulfo Bertarido, um Eduige, Rodelinda und Flavio zu suchen. Bertarido versteckt sich. (6) Grimoaldo kommt in den Garten, heimgesucht von Eifersucht, Wut, Liebe und Reue, und unfähig, Frieden zu finden, schließlich gelingt es ihm einzuschlafen. (7) Garibaldo nähert sich dem schlafenden König und stiehlt sein Schwert. Als Grimoaldo erwacht, versucht Garibaldo ihn zu töten. (8) Doch Bertarido ist schneller, attackiert Garibaldo, streckt ihn nieder und rettet so Grimoaldo das Leben. Rodelinda und Flavio kommen herbeigeeilt, ebenso Soldaten. Bertarido gibt Grimoaldo seine Waffe zurück. (9) Nachdem Grimoaldo von Unulfos und Eduiges Beteiligung an Bertaridos Flucht gehört hat, vergibt Grimoaldo ihnen allen, denn schließlich gehören sie zum „Gefolge“ seines Retters, und es wäre mehr als undankbar, sie zu töten. Grimoaldo nimmt in der Folge Eduige zu seiner Frau und mit ihr den Thron von Pavia, während er den von Mailand seinem rechtmäßigen Herrscher Bertarido zurückgibt. So sind am Ende Rodelinda, Bertarido und Flavio wieder vereint.

### Analyse

#### Handlungsaufbau
Die Oper Rodelinda ist, wie die typische Opera seria, als klassischer Dreiakter aufgebaut und teilt sich so in Exposition, Verwicklung und Lösung. In der erzählten Zeit erstreckt sich die Handlung über eine relativ kurze Zeit (ein oder nur wenige Tage) mit Lücken zwischen den Akten, die nicht mehr als wenige Stunden dauern. Die Handlung ist linear aufgebaut, und es finden keine Rückblenden statt. Sofern die Zeit vor Beginn der Handlung einen Einfluss auf die Geschehnisse hat, werden sie im Laufe des Stückes erwähnt. Die wichtigsten Spannungszentren innerhalb des Werkes, aus der Handlung herausgelöst betrachtet, sind:
Rodelinda, Grimoaldo und Bertarido: Diese Dreiecksbeziehung ist der Konflikt, welcher die Handlung vorantreibt. Grimoaldo wirbt um Rodelinda und bietet ihr die Krone, während Rodelinda ihrem vermeintlich verstorbenen Ehemann nach wie vor treu ist. Der Konflikt wird komplexer, als Rodelinda erkennt, dass Bertarido nicht tot ist und sie sich zwischen ihrem eigenen Glück (d. h. einer Beziehung mit Bertarido) oder der Sicherheit ihres Gatten entscheiden muss. Der Konflikt löst sich erst am Ende des Stücks, als sich beide Bedingungen erfüllen: Bertarido erhält den Thron zurück und ist deshalb in Sicherheit, weswegen Rodelinda und Bertarido wieder zueinander zurückkehren können.
Grimoaldo: Er ist die interessanteste Figur in der Oper, den der englische Händel-Forscher Winton Dean treffend als „Schaf im Wolfspelz“ charakterisierte. Hat er äußerlich keinerlei Skrupel, seine Braut Eduige zu verlassen und sich an eine frische (vermeintliche) Witwe heranzumachen, den von ihm gestürzten König ins Gefängnis werfen und ihm den Tod androhen zu lassen, so leidet er doch bei alldem Gewissensqualen. Als Rodelinda in die Heirat mit ihm unter der Bedingung einwilligt, dass er aber ihren Sohn Flavio töten müsse, hat sie ihn völlig durchschaut: sie weiß ganz genau, dass er unfähig ist, dieses Verbrechen zu begehen, so sehr Garibaldo ihn auch dazu drängen mag.
Bertaridos Geheimnis: Dieser Konflikt spielt sich ganz im Innern Bertaridos ab. Es ist der Kampf zwischen seiner eigenen Sicherheit und dem Wunsch, seiner Frau zu sagen, dass er nicht tot ist und sie deshalb nicht Grimoaldo heiraten muss. Unulfo spielt in diesem Konflikt ebenfalls eine Rolle, da er versucht, Bertarido davon abzuhalten, sein Geheimnis mit Rodelinda zu teilen. Dieser Konflikt wird im zweiten Akt gelöst, als Bertarido sich Rodelinda zu erkennen gibt.
Garibaldo: Garibaldo als Verräter provoziert eine ganze Reihe von Konflikten. Er ist es, der Grimoaldo rät, Bertarido zu töten, um Ruhe zu finden, und der im dritten Akt selbst erfolglos versucht, seinen König zu ermorden. Er ist der „wahre Böse“ des Stücks, wo er auftaucht, wird es ungemütlich. Die Konflikte werden mit seinem Tod (dem einzigen Tod im ganzen Stück) beendet, woraufhin sich die ganze Handlung auflöst und zum Guten wendet.

#### Macht- und Herrschaftsverhältnisse
Alle Akteure gehören der langobardischen Oberschicht oder zumindest dem langobardischen Königshof an. Die Machtverhältnisse unter ihnen leiten sich daher nicht in erster Linie aus ihrer gesellschaftlichen Position, sondern aus ihrem persönlichen Handeln ab.
Bertarido, welcher als legitimer König von Mailand an oberster Stelle stünde, ist ins Exil geflohen und nimmt eine gänzlich passive Rolle ein, bis er letztlich den Thronräuber vor einer Ermordung rettet und gemeinsam mit seiner Frau Rodelinda wieder seinen Platz an der Spitze der Gesellschaft einnimmt.
Grimoaldo, welcher als Usurpator beide Throne an sich gerissen hat, steht daher zumindest von außen her gesehen neu an oberster Stelle in der Gesellschaftsordnung, ist jedoch in seinen Entscheidungen von Garibaldo beeinflusst, womit eine gewisse Abhängigkeit besteht, was wiederum Garibaldo Macht gibt.
Auch Rodelinda hat Macht über Grimoaldo, indem sie den verliebten Thronräuber abweisen und dazu bringen kann, nach ihren Regeln zu „spielen“.
Eduige kommt zwar als Prinzessin eine hohe Stellung am Hof zu, jedoch hat sie kaum Einfluss und kann ihre Ziele nur mit Hilfe anderer umsetzen.
Unulfo und Flavio spielen in den herrschenden Machtverhältnissen kaum eine Rolle.
Zusammengefasst kann man sagen, dass sich in der Zeit der Abwesenheit von Bertarido die Macht zwischen Grimoaldo, Garibaldo und Rodelinda aufteilt und diese in einer Art „Dreiecksbeziehung“ zueinander stehen; dies obwohl Garibaldo sich in der Gesellschaftsordnung eigentlich unter Grimoaldo befindet und Rodelinda zwar die legitime Königin, zugleich aber auch eine Frau und ohne Mann von der Macht ausgeschlossen ist.

#### Vergleich Opernhandlung – Quelle
Der größte Unterschied zwischen Oper und Quelle besteht wohl in der Auswahl der Hauptperson. In der Quelle wird Rodelinda mit Cunincpert ins Exil geschickt, in der Oper bleibt sie mit Flavio in Mailand und wird zur zentralen Figur des Stückes.
In Bezug auf Bertarido erwähnt die Quelle nichts von einer falschen Todesnachricht, jedoch berichtet sie von einem Mordversuch Grimoalds auf Perctarit, was in der Oper wohl aufgenommen wurde in Grimoaldos Überlegungen, ob er nun Bertarido töten soll oder nicht. Perctarit kann mit Hunulfs Hilfe aus Mailand fliehen, Bertarido entkommt dank Unulfo dem Kerker. Perctarit kann nach Grimoalds Tod auf den Thron zurückkehren, während Bertarido Grimoaldos Leben rettet und so dessen guter Kern zum Vorschein kommt: Er tritt zur Seite und lässt Bertarido zurückkehren.
Was Grimoaldo betrifft, so ist sein Wunsch, Rodelinda zu heiraten, fiktiv, seine Ehe mit Eduige entspricht der Aussage in der Quelle, Grimoald habe Perctarits Schwester geheiratet. Garibaldo ist wie Garipald die treibende Kraft hinter Grimoaldos/Grimoalds Usurpation. Seine Motive bleiben sowohl in der Oper wie in der Quelle im Dunkeln. Erfunden ist sein Tod durch Bertaridos Schwert. Unulfo hat sich mit dem neuen König arrangiert, ist aber in seinem Herzen dem wahren und rechtmäßigen Herrn Bertarido treu. Über Hunulf berichtet die Quelle, dass er Perctarits Freund gewesen sei und ihm bei der Flucht geholfen habe, was ihm das Leben rettete. Diese Hilfe leistet, wenn auch in leicht abgewandelter Situation, auch Unulfo.
Über die Details von Grimoaldos Machtergreifung wird das Opernpublikum im Dunkeln gelassen. Am Ende des zweiten Akts deutet Eduige jedoch an, dass sie darin verwickelt gewesen sei („das Verbrechen, das ich aus Machtgier beging“). In der Quelle wird davon jedoch nichts erwähnt.
Genau wie Flavio ist Cunincpert kein Handlungsträger, sondern erscheint nur als Begleitung seiner Mutter und eher abstrakter Thronerbe.

## Musik

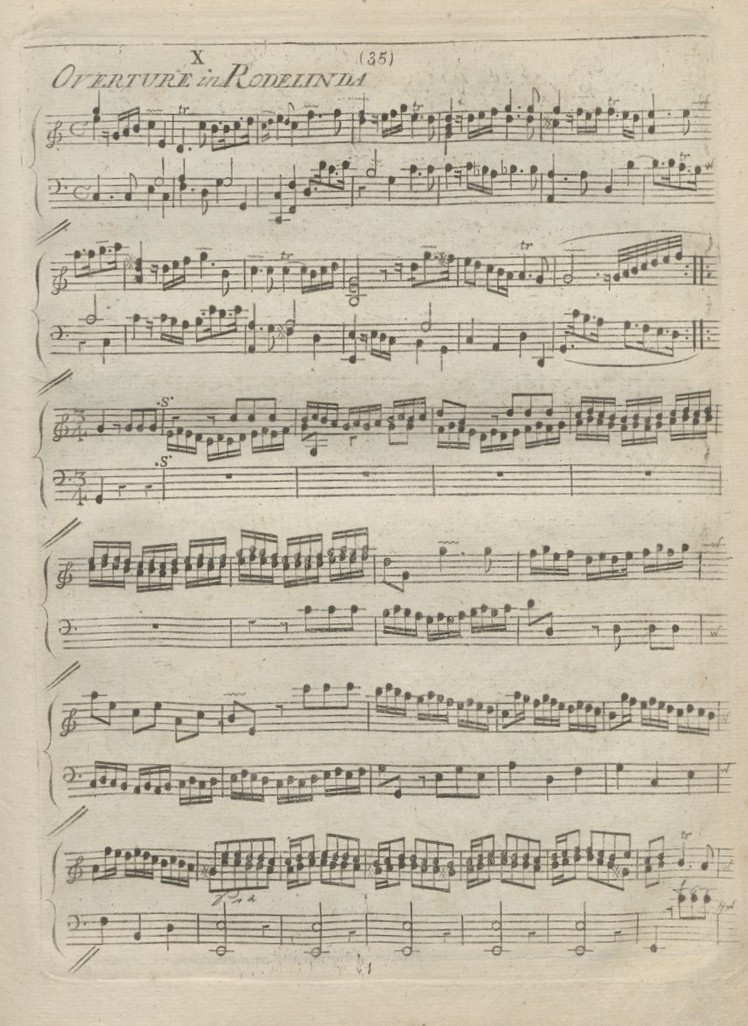
Ouvertüre, als Klavierauszug gedruckt von John Walsh, London 1760

Die vielen Vorzüge des Librettos haben Händel zu einer Komposition von großer Mannigfaltigkeit und Originalität angespornt, was die Wirklichkeitsnähe und Glaubwürdigkeit der dramatischen Situationen in der Oper wiederum erhöhte. Zwar verlangte der Publikumsgeschmack eine stete Abfolge von Da-Capo-Arien, in denen die einzelnen Sänger ihre stimmlichen Fähigkeiten demonstrieren konnten, aber Händels Fähigkeit, diese scheinbare Beschränkung zugunsten von Expressivität und Dramatik auszunutzen, kannte offenbar keine Grenzen. Dafür ist Rodelinda wohl eines der besten Beispiele.
Händel charakterisierte beide Bösewichter sehr deutlich, sie heben sich jedoch klar voneinander ab. Garibaldo ist ein unverbesserlicher Zyniker und unreflektierter Schurke. Seine beiden Arien, Di Cupido impiego i vani (Nr. 5) und Tirannia gli diede il regno (Nr. 18), stellen Ausbrüche düsterer Grobheit dar, voll finsterer Bravour, mit zahlreichen Unisono-Passagen, wenig Harmonie, da es keine instrumentalen Mittelstimmen gibt, und großen Intervallsprüngen. Seine oberflächliche Natur wird auf diese Weise anschaulich dargestellt. Grimoaldo indes ist eine weitaus komplexere Figur, ein geistig gestörter Tyrann, den Gewissensbisse quälen. Seine ersten beiden Arien, Io già t’amai (Nr. 3) und Se per te giungo a godere (Nr. 11), lassen ihn noch als selbstbewussten Herrscher erscheinen, sie stehen in Dur. Doch als sich im zweiten Akt herausstellt, dass Bertarido am Leben ist, gehen ihm die Nerven durch, und seine Musik wendet sich den Molltonarten zu. Sein Aufbrausen in Tuo drudo e mio rivale (Nr. 23) hat obendrein den Effekt, die tiefe Schmerzlichkeit des Abschiedsduetts Io t’abbraccio (Nr. 24) von Rodelinda und Bertarido, welches nach einem kurzen Rezitativ direkt darauf folgt und den zweiten Akt beschließt, zu intensivieren. Am deutlichsten zeigt sich Grimoaldos Persönlichkeitsstruktur in seiner Soloszene (6. Szene) im dritten Akt: Sein Accompagnato-Rezitativ Fatto inferno è il mio petto (Nr. 32) durchläuft eine verwirrende Vielzahl von Tonarten und ist tonal ebenso gestört, wie er selbst geistesgestört ist. Die Musik, am Anfang abgerissen und zerklüftet, weil ihn die Furien von Eifersucht, Zorn und Liebe plagen und er ahnt, dass ihn sein Gewissen einholen wird, beruhigt sich und wird arios, wenn er sich den widerstrebenden Gefühlen in sich entziehen und einfach seine Ruhe haben will: Ma pur voi lusingate, woraufhin der geschwächte Tyrann in dem Siciliano Pastorello d’un povero armento  (Nr. 33) sein Los neidisch mit dem eines sorgenlosen Hirten vergleicht und in Selbstmitleid versinkt. Nun ist es für ihn nur noch ein kleiner Schritt zur Reue und Großzügigkeit der Schlussszene, welcher das Lieto fine der Oper ermöglicht. Seine Partie ist neben der des Bajazets in Tamerlano eine der wenigen großen Tenorrollen in Händels Opern.
Die Musik zu Bertaridos erstem Auftritt ist die wohl heute bekannteste der Oper. Sein Accompagnato Pompe vane di morte! (Nr. 6) und die Arie Dove sei? amato bene! (Nr. 7), englisch Art Thou Troubled?, sind zu einem Paradestück heutiger Countertenöre in Soloarien-Konzerten und fast sicherer Bestandteil von deren Soloalben geworden. Aber wer diese Szene im Zusammenhang der Oper gehört hat, weiß, dass sie viel von ihrer Erhabenheit und Ausdruckskraft verliert, wenn man sie aus dem Zusammenhang reißt. Für den scheinbar mühelosen, aber magischen Übergang vom begleiteten Rezitativ – in dem er die Inschrift seines eigenen Grabmals lesen muss, welche eher der Prahlerei des Siegers Grimoaldo als dem Gedenken des (scheinbar) toten Bertaridos dient – zur eigentlichen Arie, benötigte Händel vier Versuche, um endlich damit zufrieden zu sein:
Salvi hatte Bertarido an dieser Stelle keine Arie zugedacht, und so war auch Händels erste Umsetzung dieser Szene: nach dem begleiteten ging es unmittelbar mit dem Secco-Rezitativ weiter, in welchem er sich Unulfo zuwendet. In seiner zweiten Version überarbeitete er die letzten Takte des Accompagnato, indem er dieses mit einer eindringlichen Kadenz und Pause enden ließ, und fügte hier Dove sei? als normale Arie mit einem achttaktigen Vorspiel ein. In dieser Form ist seine Direktionspartitur kopiert worden. Vermutlich bei der Wiederaufnahme des Stückes im Dezember 1725 schuf Händel dann die direkte Verbindung zwischen Rezitativ und Arie: er schrieb über die vorhandene Pause am Schluss des Rezitativs das Wort Dove, gefolgt von den Vorzeichen der neuen Tonart E-Dur, der Taktartbezeichnung 3/8 und dem zweiten Wort sei als gesungenem Dreiertakt vor dem Arienvorspiel. Und schließlich kürzte er das Arienvorspiel wieder um vier Takte. In dieser Form, in der die Arie plötzlich beginnt, ohne dass das Rezitativ beendet wurde, hat Friedrich Chrysander diese Szene auch in seine Partitur der Erstausgabe (1876) übernommen. Aber bemerkenswert ist, dass diese endgültige Form in keiner zeitgenössischen Quelle, ausgenommen der Hamburger Partitur von 1734, berücksichtigt wurde: Alle Drucke und Handschriften geben das achttaktige Vorspiel und meist ohne die überleitenden Worte Dove sei? wieder.
Das Arioso Chi di voi fu più infedele (Nr. 28) in Verbindung mit dem begleiteten Rezitativ Ma non che so dal remoto balcon (Nr. 29) stellt wohl Händels gelungenste Kerkerszene in seinen Opern dar, in der trostlose, unstete Figuren jeder Wendung des Geschehens und der Gefühle Bertaridos folgen. Ein harmonisches Glanzstück ist der Übergang zwischen beiden Nummern: Als Eduige ihm ein Schwert zuspielt und seine Verzweiflung sich in Hoffnung wendet, wechselt das b-Moll des Ariosos ins lichte C-Dur. Für den Musikhistoriker und Zeitgenossen Charles Burney, war dies

“[…] one of the finest pathetic airs that can be found in all his works […] This air is rendered affecting by new and curious modulation, as well as by the general cast of the melody.”

„[…] eines der prächtigsten pathetischen Arien, welche in seinem Gesamtwerk zu finden sind […] Die Arie ist ergreifend gemacht durch eine neue und eigentümliche Modulation, sowie die allgemeine Formgebung der Melodie.“

Die größte Ausdrucksvielfalt aber behält Händel der Titelheldin selbst vor. Die Musik unterstreicht Rodelindas außerordentliches moralisches und dramatisches Format, von den Abgründen tiefster Trauer bis zu den Ausbrüchen größter Wut: In Morrai sì, l’empia tua testa si (Nr. 10), einer Schimpfkanonade gegen Garibaldo, lässt allein schon die Fülle musikalischer Ideen, die aus sechs verschiedenen Motiven besteht, die alle schon im Vorspiel miteinander verknüpft sind, darauf schließen, dass sie ihren Peinigern mehr als nur gewachsen ist. Händel aber geht es um viel mehr als um die bloße Darstellung eines großen Ausdrucksspektrums. Vielmehr zeichnet seine Musik von Anfang an die Charaktere und feilt an deren mehr oder weniger vielfältigen Persönlichkeitsstrukturen, was man an Rodelindas erster Szene besonders gut sehen kann: Händel hatte die Arie Ho perduto il caro sposo (Nr. 1) ursprünglich als konventionelle Da-capo-Arie geschrieben, doch noch vor der ersten Aufführung strich er den Mittelteil, wodurch natürlich auch die Wiederholung des A-Teiles wegfallen musste, und stellte damit, trotz des dazwischen liegenden Rezitativs, einen zwingenden dramatischen Zug zur Allegro-Arie L’empio rigor del fato (Nr. 2) her, welche dann viel von der Spannung löst, die die erste Arie aufgebaut hatte. So erfährt das Publikum Rodelinda als unverkrampfte und zielstrebige Frau. In ihrem eher bitteren zweiten Klagelied, Ombre, piante, urne funeste! (Nr. 8), folgt den kurzen, hoffnungslosen zweisilbigen Motiven ein dichter musikalischer Satz, wenn sie von den Freuden in ihrer Brust (del delizie del mio sen) singt. Diese vielschichtige Herangehensweise bei der musikalischen Charakterisierung findet in Rodelindas letzter Arie Mio caro bene! Caro! (Nr. 34) ihre ersehnte Auflösung, wenn sich die Erleichterung nicht nur bei Rodelinda, sondern auch beim Publikum Bahn bricht. Diese Wirkung ist umso größer, weil alle erlebt haben, durch welche emotionalen Höhen und Tiefen sie während des Dramas gehen musste.

## Struktur der Oper
Ouverture. – Menuet. (2 Ob, Fg, Str, BC)

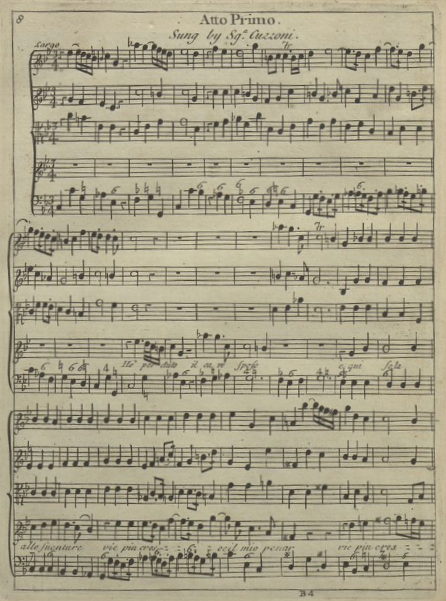
"Ho perduto il caro sposo"' Auftrittsarie der Cuzzoni in der Titelrolle (Druck von J. Cluer, London 1725)

### Erster Akt
| Scena I    | 1. Aria. Rodelinda (Str, BC) Ho perduto il caro sposo                                    |
|            | Recitativo. Grimoaldo, Rodelinda Regina? Grimoaldo                                       |
|            | 2. Aria. Rodelinda (2 Vl, BC) L’empio rigor del fato                                     |
| Scena II   | Recitativo. Grimoaldo, Garibaldo Duca, vedesti mai                                       |
| Scena III  | Recitativo. Eduige, Grimoaldo E tanto da che sei Re                                      |
|            | 3. Aria. Grimoaldo (2 Ob, Fg, Str, BC) Io già t’amai                                     |
| Scena IV   | Recitativo. Eduige, Garibaldo E tu dice d’amarmi?                                        |
|            | 4. Aria. Eduige (2 Ob, Str, BC) Lo farò, dirò spietato                                   |
| Scena V    | Recitativo. Garibaldo Eduige, t’inganni                                                  |
|            | 5. Aria. Garibaldo (Fg, 2 Vl, BC) Di Cupido impiego i vani                               |
| Scena VI   | 6. Sinfonia e Recitativo accompagnato. Bertarido (2 Ob, Str, BC) Pompe vane di morte     |
|            | 7. Aria. Bertarido (Str, BC) Dove se i? amato bene!                                      |
|            | Recitativo. Bertarido, Unulfo Ma giunge Unulfo: oh Dio! deh! mio fedel                   |
| Scena VII  | 8. Aria. Rodelinda (Fl, Str, BC) Ombre, piante, urne funeste!                            |
|            | 9. Recitativo accompagnato. Rodelinda, Bertarido, Unulfo (Str, BC) Ombra del mio bel sol |
| Scena VIII | Recitativo. Garibaldo, Bertarido, Unulfo, Rodelinda Baci inutili e vani                  |
|            | 10. Aria. Rodelinda (2 Vl, BC) Morrai sì, l’empia tua testa                              |
| Scena IX   | Recitativo. Grimoaldo, Garibaldo E ben, Duca, poss'io all ardor del cor mio              |
|            | 11. Aria. Grimoaldo (2 Vl, BC) Se per te giungo a godere                                 |
| Scena X    | Recitativo. Bertarido, Unulfo Unulfo, oh Dio!                                            |
|            | 12a. Aria. Unulfo (Str, BC) Sono i colpi della sorte                                     |
| Scena XI   | 13. Recitativo accompagnato. Bertarido (Str, BC) Si, l’infida consorte                   |
|            | 14. Aria. Bertarido (2 Vl, BC) Confusa si miri l’infida consorte                         |

### Zweiter Akt
| Scena I   | Recitativo. Garibaldo, Eduige Gia perdesti, oh Signora, il nome di Regina                      |
| Scena II  | Recitativo. Eduige, Rodelinda Rodelinda, si mestra ritorni                                     |
|           | 15. Aria. Eduige (Str, BC) De’ miei scherni per far le vendette                                |
| Scena III | Recitativo. Grimoaldo, Rodelinda, Unulfo, Garibaldo Rodelinda, e pur ver?                      |
|           | 16. Aria. Rodelinda (2 Ob, Str, BC) Spietati, io vi giurai                                     |
| Scena IV  | Recitativo. Grimoaldo, Unulfo, Garibaldo Unulfo, Garibaldo                                     |
|           | 17. Aria. Grimoaldo (Str, BC) Prigioniera ho l’alma in pena                                    |
|           | Recitativo. Unulfo, Garibaldo Non pensi quell'altera                                           |
|           | 18. Aria. Garibaldo (2 Vl, BC) Tirannia gli diede il regno                                     |
|           | Recitativo. Unulfo Si, fellon t’intendo                                                        |
|           | 19. Aria. Unulfo (2 Ob, Str, BC) Fra tempeste funeste a quest’alma                             |
| Scena V   | 20. Aria e Recitativo. Bertarido, Eduige (2 BlFl, Fl, Fg, Str, BC) Con rauco mormorio piangono |
|           | Recitativo. Eduige, Bertarido, Unulfo Ah, no, che non m'inganna                                |
|           | 21. Aria. Bertarido (2 Vl, BC) Scacciata dal suo nido                                          |
| Scena VI  | Recitativo. Rodelinda, Unulfo Vive il mio sposo?                                               |
|           | 22. Aria. Rodelinda (Str, BC) Ritorna, oh caro e dolce mio tesoro!                             |
| Scena VII | Recitativo. Rodelinda, Bertarido, Grimoaldo Ah! sì, ecco lo sposo                              |
|           | 23a. Aria. Grimoaldo (Str, BC) Tuo drudo è mio rivate                                          |
|           | Recitativo. Rodelinda, Bertarido Non ti basto, consorte                                        |
|           | 24a. Duetto. Rodelinda, Bertarido (2 Vl, BC) Io t’abbraccio, e piu che morte aspro e forte     |

### Dritter Akt
| Scena I    | Recitativo. Eduige, Unulfo Del german nel periglio                                           |
|            | 25. Aria. Unulfo (2 BlFl, Fg, Str, BC) Un zeffiro spirò                                      |
|            | Recitativo. Eduige Con opra giusta                                                           |
|            | 26. Aria. Eduige (2 Vl, BC) Quanto più fiera tempesta freme                                  |
| Scena II   | Recitativo. Garibaldo, Grimoaldo Oh, falso è Bertarido                                       |
|            | 27. Aria. Grimoaldo (2 Vl, BC) Tra sospetti, affetti, e timori                               |
| Scena III  | 28. Arioso. Bertarido (2 Vl, BC) Chi di voi fu più infedele                                  |
|            | 29. Recitativo accompagnato. Bertarido, Unulfo (Str, BC) Ma non che so dal remoto balcon     |
| Scena IV   | Recitativo. Eduige, Rodelinda Non temere Signore?                                            |
|            | 30. Aria. Rodelinda (BlFl, Fg, Str, BC) Se’l mio duol non è si forte                         |
| Scena V    | Recitativo. Bertarido, Unulfo Amico! ah! che a me duole                                      |
|            | 31. Aria. Bertarido (Str, BC) Se fiera belva ha cinto                                        |
| Scena VI   | 32. Recitativo accompagnato. Grimoaldo (Str, BC) Fatto inferno è il mio petto                |
|            | 33a. Aria. Grimoaldo (Str, BC) Pastorello d’un povero armento                                |
| Scena VII  | Recitativo. Garibaldo, Grimoaldo Che miro? amica sorte                                       |
| Scena VIII | Recitativo. Bertarido, Grimoaldo, Rodelinda Tu morrai, traditor!                             |
|            | (34.) Aria. Bertarido (2 Ob, Str, BC) Vivi tiranno io t’o scampato                           |
| Scena IX   | Recitativo. Unulfo, Eduige, Grimoaldo, Bertarido, Rodelinda Ecco ti innanzi il Reo           |
|            | 34a. Aria. Rodelinda (2 Ob, Str, BC) Mio caro bene! Caro! non ho piu affanni                 |
|            | (34b.) Duetto. Rodelinda, Bertarido (2 Ob, 2 Vl, BC) D’ogni crudel martir il torbido pensier |
|            | 35. Coro. (2 Ob, 2 Hr, Str, BC) Dopo la notte oscura più lucido, più chiaro                  |

## Erfolg & Kritik
Nachdem der schottische Tenor Alexander Gordon, der in Radamisto und Flavio schon zweimal selbst in Händels Produktionen gesungen hatte, eine Aufführung von Giulio Cesare und eine Probe von Rodelinda besucht hatte, schrieb er am 12. Februar an Sir John Clerk von Penicuik:

“Having the liberty of the house I went to the opera house & heard Julius Caesar which pleasd me exceedingly but the new one to be acted for ye first time next Saturday exceeds all I ever heard.”

„Auf Einladung des Hauses ging ich in die Oper und hörte Julius Caesar, welcher mir außerordentlich gefiel, aber die neue Oper, die am kommenden Samstag Premiere haben wird, übersteigt alles, was ich je gehört habe.“

Ein unbekannter Italiener besuchte die Vorstellung am 30. März. Er rühmt Senesino und die Cuzzoni und erwähnt die Anwesenheit von König Georg I., äußert sich jedoch nicht zur Musik:

“Adi 31 Marzo siamo stati all’opera in musica Italiana composta di 6 Personaggi. Cioè Senesino, Paccini, Borosini, Boschi, Cuzzoni, e Dotti. Li più piacciuti è con tutta giustizia veramente sono Senesino, e La Cuzzoni. Il Teatro è particolare, mentre vi sono pochi palchi cioè proscenij, e degl’altri alli fianchi; in faccia vi sono tre gran Loggie, capaci di moltissime Persone, e la Platea ancora per esser a’ guisa d’Anfiteatro, e da’pertutto stanno huomini e donne mescolati assieme; nel Palco a’ mano sinistra vicino al Proscenio vi và il Re che è un Signor benigno d’Aria dolce e allegro, haveva un abito scuro ricamato d’oro.”

„Am 31. März waren wir in der italienischen Oper, in der 6 Darsteller auftraten, nämlich Senesino, Paccini, Borosini, Boschi, Cuzzoni und Dotti. Senesino und die Cuzzoni gefielen berechtigterweise am besten. Das Theater ist ungewöhnlich: Während es nur ein paar Bühnenlogen gibt und andere entlang der Seiten, befinden sich gegenüber von diesen drei große Galerien, die sehr viele Menschen aufnehmen können. Auch das Parkett hat die Form eines Amphitheaters und überall sind Männer und Frauen vermischt. Der König, ein freundlicher Mann mit einem angenehmen und heiteren Wesen, saß in der Loge, die auf der linken Seite in der Nähe des Proszeniums liegt. Er trug dunkle, mit goldenen Stickereien verzierte Kleider.“

Horace Walpoles berühmte Beschreibung der Cuzzoni als Rodelinda wird von Burney wiedergegeben:

“[…] she was short and squat, with a doughy cross face, but fine complexion; was not a good actress; dressed ill; and was silly and fantastical. And yet on her appearing in this opera, in a brown silk gown, trimmed with silver, with the vulgarity and indecorum of which all the old ladies were much scandalised, the young adopted it as a fashion, so universally, that it seemed a national uniform for youth and beauty.”

„[…] sie war klein, untersetzt, mit teigigem, mürrischem Gesicht, aber feinem Teint; war keine gute Schauspielerin; unschicklich gekleidet, albern und wunderlich. Und als sie in dieser Oper in einem braunen, silberbestickten Seidenkleid auftrat, das so vulgär und unziemlich war, dass sämtliche älteren Damen sich darüber empörten, übernahmen es die jungen sofort als Mode, und das so allgemein, dass es fast als eine Nationaltracht von Jugend und Schönheit gelten konnte.“

Charles Burney beurteilt Rodelinda als eine Oper,

“[…] which contains such a number of capital and pleasing airs, as entitles it to one of the first places among Handel’s dramatic productions.”

„[…] welche eine beträchtliche Anzahl an ausgezeichneten und gefälligen Arien enthält, dass sie einen der vordersten Plätze in Händels dramatischen Werken einnimmt.“

## Orchester
Zwei Blockflöten, Traversflöte, zwei Oboen, Fagott, zwei Hörner, Streicher, Basso continuo (Violoncello, Laute, Cembalo).

## Diskografie (Auswahl)
- Hänssler Classics CD 93.032 (1938): Cäcilie Reich (Rodelinda), Gerhard Hüsch (Bertarido), Fritz Krauss (Grimoaldo), Emma Mayer (Eduige), Hans Ducrue (Garibaldo)
 Orchester des Reichssenders Stuttgart; Dir. Carl Leonhardt (98 min)
- HRE 355-3 (1959): Joan Sutherland (Rodelinda), Margreta Elkins (Bertarido), Alfred Hallett (Grimoaldo), Janet Baker (Eduige), Patricia Kern (Unulfo), Raimund Herincx (Garibaldo)
 Philomusica Orchestra; Dir. Charles Farncombe (Live-Mitschnitt, englisch, 134 min)
- Bella Voce BLV 107.206 (1973): Joan Sutherland (Rodelinda), Huguette Tourangeau (Bertarido), Eric Tappy (Grimoaldo), Margreta Elkins (Eduige), Cora Canne-Meijer (Unulfo), Piet van den Berg (Garibaldo)
 Nederlands Kamerorkest; Dir. Richard Bonynge
- Harmonia Mundi 77192 (1990): Barbara Schlick (Rodelinda), David Cordier (Bertarido), Christoph Prégardien (Grimoaldo), Claudia Schubert (Eduige), Kai Wessel (Unulfo), Gotthold Schwarz (Garibaldo)
 La Stagione Frankfurt; Dir. Michael Schneider
- Virgin VCT5 45277-2 (1996): Sophie Daneman (Rodelinda), Daniel Taylor (Bertarido), Adrian Thompson (Grimoaldo), Catherine Robbin (Eduige), Robin Blaze (Unulfo), Christopher Purves (Garibaldo)
 Raglan Baroque Players; Dir. Nicholas Kraemer (173 min)
- NVC ARTS 3984-23024-3 (1998): Anna Caterina Antonacci (Rodelinda), Andreas Scholl (Bertarido), Kurt Streit (Grimoaldo), Louise Winter (Eduige), Artur Stefanowitz (Unulfo), Umberto Chiummo (Garibaldo)
 Orchestra of the Age of Enlightenment; Dir. William Christie (DVD, 202 min)
- Archiv Produktion 00289 477 5391 (2004): Simone Kermes (Rodelinda), Marijana Mijanovic (Bertarido), Steve Davislim (Grimoaldo), Sonia Prina (Eduige), Marie-Nicole Lemieux (Unulfo), Vito Priante (Garibaldo)
 Il complesso barocco; Dir. Alan Curtis (188 min)
- Farao Classics D 108 060 (2004): Dorothea Röschmann (Rodelinda), Michael Chance (Bertarido), Paul Nilon (Grimoaldo), Felicity Palmer (Eduige), Christopher Robson (Unulfo), Umberto Chiummo (Garibaldo)
 Bayerisches Staatsorchester; Dir. Ivor Bolton (DVD, 191 min)
- Erato 9029541988 (2018): Jeanine De Bique (Rodelinda), Tim Mead (Bertarido), Benjamin Hulett (Grimoaldo), Avery Amereau (Eduige), Jakub Józef Orliński (Unulfo), Andrea Mastroni (Garibaldo)
 Le Concert d'Astrée; Dir. Emmanuelle Haïm (DVD, 168 min)
- Linn CKD658 (2021): Lucy Crowe (Rodelinda), Iestyn Davies (Bertarido), Joshua Ellicott (Grimoaldo), Jess Dandy (Eduige), Tim Mead (Unulfo), Brandon Cedel (Garibaldo)
 The English Concert; Dir. Harry Bicket (199 min)